# Ministère de la Justice (Chypre)
Pour les articles homonymes, voir Ministère de la Justice.
Le ministère de la Justice et de l'Ordre public est un ministère de la république de Chypre.
Le titulaire actuel est Marios Hartsiotis, ministre de la Justice et de l'Ordre public dans le gouvernement Christodoulídis.

## Organisation

### Ministre
Depuis le 10 janvier 2024, Marios Hartsiotis est le ministre de la Justice et de l'Ordre public dans le gouvernement Christodoulídis.